# Joshua
Joshua (рус. Джошуа) — седьмой студийный альбом американской кантри-певицы Долли Партон, выпущенный 1 мая 1971 года на лейбле RCA Records.

## Об альбоме
Альбом включает в себя первую песню, возглавившую американские кантри-чарты «Joshua». Joshua достиг #16 в альбомном кантри-чарте, и #189 в альбомном поп-чарте. В 2001 году альбом был выпущен на CD под названием Joshua & Coat of Many Colors, с приложенным альбомом Coat of Many Colors на одном диске.

## Список композиций
| №   | Название                            | Автор(ы)                   | Длительность |
| --- | ----------------------------------- | -------------------------- | ------------ |
| 1.  | «Joshua»                            | Dolly Parton               | 3:02         |
| 2.  | «The Last One to Touch Me»          | Parton                     | 3:04         |
| 3.  | «Walls of My Mind»                  | Parton                     | 2:32         |
| 4.  | «It Ain't Fair That It Ain't Right» | Bob Eggers, Janice Eggers  | 2:18         |
| 5.  | «J.J. Sneed»                        | Parton, Dorothy Jo Hope    | 2:53         |
| 6.  | «You Can't Reach Me Anymore»        | Parton, Dorothy Jo Hope    | 2:38         |
| 7.  | «Daddy's Moonshine Still»           | Parton                     | 3:29         |
| 8.  | «Chicken Every Sunday»              | Charlie Craig, Betty Craig | 2:35         |
| 9.  | «The Fire's Still Burning»          | Parton, Dorothy Jo Hope    | 2:49         |
| 10. | «Letter to Heaven»                  | Parton                     | 2:29         |